# ケスタ

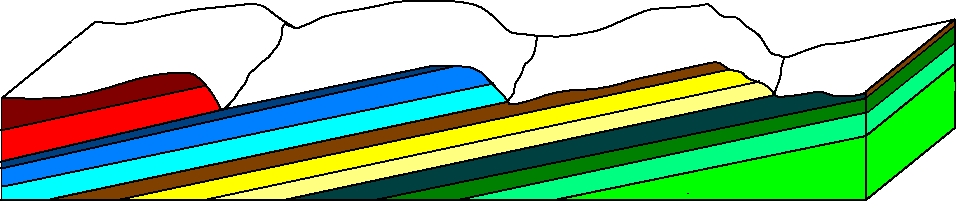
ケスタの概念図。濃い色が硬い地層、薄い色が軟らかい地層。

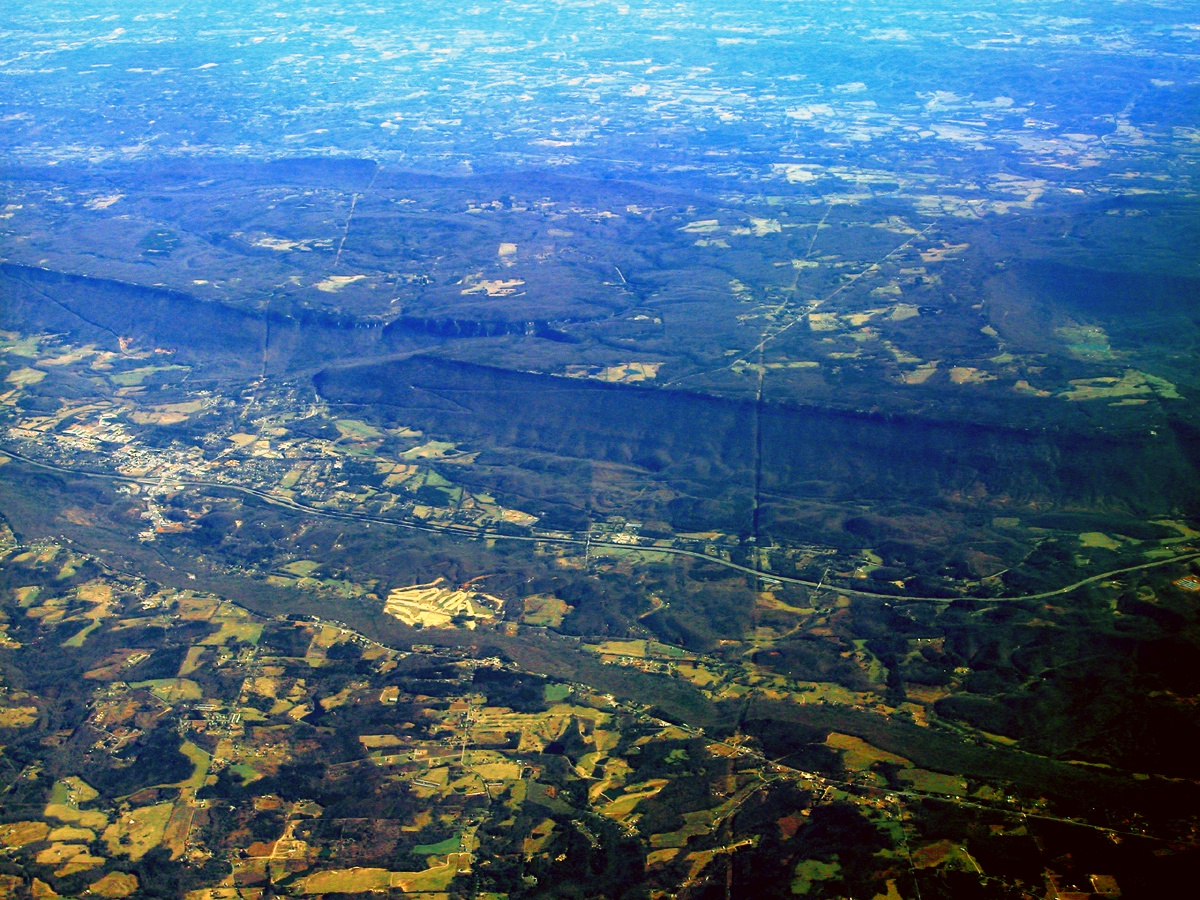
ケスタの空中写真。中央に急崖が横たわる。アメリカ、テネシー州。

ケスタ（Cuesta、スペイン語で「斜面」の意）とは、傾斜した地層の差別侵食によりできた波状の地形。組織地形の一種。

## 概要
緩く傾斜し、交互に重なった硬軟の地層が差別侵食を受けた結果、非対称な丘陵が連続して形成された地形である。軟らかい地層が大きく侵食を受け、硬い地層がさほど侵食を受けなかった結果、形づくられた。緩斜面と急崖の組み合わせで構成される。急崖部は前面、緩斜面部は背面 (back slope) と呼ばれる。
軟らかい地層は侵食を受け、それらが取り除かれた部分は侵食に対する抵抗度の大きい硬い地層が残り、背面の緩斜面が形成される。前面の急崖部は地層が侵食を受けている部分であり、軟らかい地層が侵食を受けるが、上位の硬い地層の存在により急崖を形成した。
緩斜面から急崖に移行する部分は片側が崖の緩い谷底状地形となり、河川が発達する。

## 世界の主なケスタ地形
- パリ盆地（フランス） - 主に、低平地では放牧や小麦の栽培、崖ではぶどうの栽培が行われている。マジノ線はケスタの丘陵上に作られた。
- ロンドン盆地（イギリス）
- ウクライナ地方
- 五大湖周辺 - ナイアガラ滝はケスタの急崖。

## 日本のケスタ地形
- 双石山（宮崎県宮崎市南部）
- 次郎丸嶽（熊本県上天草市松島町）
- 奥裾花渓谷（長野県長野市鬼無里）
- 新潟県十日町市蒲生
- 富土（ふと）の観音礁・瀬平崎（宮崎県日南市大字富土、旧サボテンハーブ園周辺）
- ひき岩群（和歌山県田辺市）
- 大島 (宮崎県)
- 天伯原台地（愛知県豊橋市渥美半島基部、豊橋技術科学大学周辺、背面が緩く逆傾斜する階段状の地形「逆ケスタ」[3]）